# Yōsei
Yōsei (jap. 妖精) − japońskie słowo, które jest synonimem słowa wróżka. Dziś słowo to odnosi się zazwyczaj do stworzeń z zachodnich legend, ale może także oznaczać stworzenie z japońskiego folkloru. Na przykład, według ludowych wierzeń z prefektury Iwate, kiedyś obawiano się, że yōsei może spowodować przywrócenie zmarłych do życia.